# Czermin (Powiat Pleszewski)
Czermin (deutsch Czermin) ist ein Dorf und Sitz der gleichnamigen Landgemeinde in Polen. Der Ort liegt im Powiat Pleszewski der Woiwodschaft Großpolen.

## Gemeinde
Zur Landgemeinde (gmina wiejska) Czermin gehören 14 Ortsteile (deutsche Namen, amtlich bis 1945) mit einem Schulzenamt (solectwo):
- Broniszewice (dt. Bronischewitz, auch Marienbronn)
- Czermin (dt. Preußenau)
- Grab (dt. Buchenau)
- Łęg (dt. Lengen)
- Mamoty (dt. Teichhof)
- Pieruchy
- Pieruszyce (dt. Pirschütz)
- Psienie-Ostrów
- Skrzypna (dt. Colmarshof)
- Strzydzew (dt. Striehlau)
- Wieczyn (dt. Wettin in Preußen)
- Żale
- Żbiki (dt. Schützenau)
- Żegocin (dt. Ulmendorf)

Eine weitere Ortschaft der Gemeinde ohne Schulzenamt ist Wola Duchowna.

### Partnergemeinden
Edewecht in Niedersachsen ist seit 2004 eine Partnergemeinde von Czermin.